# 19-й Вирджинский пехотный полк
19-й Вирджинский добровольческий пехотный полк (англ. 19th Virginia Volunteer Infantry Regiment) был пехотным полком, набранным в штате Виргиния для службы в армии Конфедерации во время Гражданской войны в США. Он сражался в основном в составе Северовирджинской армии и участвовал в атаке Пикетта под Геттисбергом.
19-й Вирджинский был сформирован в Манассасе в мае 1861 года. Его роты были набраны в Шарлотсвилле и в округах Эбермейл, Нельсон и Эмхерст. Первым полковником полка был назначен Филип Кок, подполковником — Джон Стрэндж.

## Ротный состав
- Рота A: «The Monticello Guard» Шарлоттсвилль
- Рота B: «The Albemarle Rifles» Шарлоттсвилль
- Рота C: «The Scottsville Guard.» Скоттсвилль
- Рота D: «The Howardsville Grays» Ховардсвилль
- Рота E: «The Piedmont Guards» Стоуни-Пойнт
- Рота F: «The Montgomery Guard» Шарлоттсвилль
- Рота G: «The Nelson Grays» Массис-Милл
- Рота H: «The Southern Rights Guard» Эмхерст Кортхауз
- Рота I: «The Amherst Rifles» Эмхерст Кортхауз
- Рота K: «The Blue Ridge Rifles» Хиллсборо

## Боевой путь
Перед первым сражением при Булл-Ран полк был включён в Пятую Бригаду Потомакской армии, при этом полковник Кок стал командиром бригады, а подполковник Стрэндж — командиром 19-го вирджинского. Бригаду разместили на берегу ручья Бул-Ран правее бригады Эванса с задачей оборонять брод Боллс-Форд. Полк принял участие в небольшой перестрелке 21 июля, в ходе которой погиб один рядовой и было ранено 5 человек.
Зимой бригадного генерала Кока сменил Джордж Пикетт. Весной полк был пополнен новыми рекрутами, и 16 апреля прибыл к Ричмонду, для участия в обороне города. Бригаду перебросили по воде к Йорктауну, где 19-й вирджинский участвовал в нескольких перестрелках. Он отступил к Уильямсбергу, и в сражении при Уильямсберге захватил 7 орудий и 200 человек пленными, потеряв 7 человек убитыми и 44 ранеными. В сражении при Севен-Пайнс бригада Пикетта задействована не была, хотя 19-й вирджинский вступил в небольшую перестрелку с противником. В ходе Семидневной битвы полк участвовал в боях при Гэинс-Милл и Глендейле. В этих боях был ранен бригадный генерал Пикетт и командование принял Эппа Хантон. Бригада была переброшена на север и участвовала во втором сражении при Булл-Ран. После сражения командование бригадой принял Ричард Гарнетт. К началу мерилендской кампании в полку осталось около 150 человек. В таком размере он вступил в Мериленд и участвовал в сражении в Южных горах, обороняя ущелье Тернера. В этом бою погибло 63 человека, в том числе и полковник Стрэндж.
Во время сражения при Энтитеме бригада Гарнетта, численностью всего 250 человек, стояла на восточной окраине города Шарпсберг. 19-м Вирджинским командовал капитан Браун и лейтенант Уильям Вуд. Бригада перенесла тяжёлый обстрел федеральной артиллерии, а затем атаку нескольких подразделений дивизии Сайкса. Бригада, развернутая стрелковой цепью, два часа удерживала позицию, после чего начала отступать и только прибытие дивизии Хилла спасло положение. Полк потерял 8 человек из присутствовавших 50-ти, но после сражения вернулись отставшие, увеличив численность полка практически вдвое.
После Энтитема Гарнетт остался командиром бригады, а Пикетт стал командиром дивизии. Эта дивизия присутствовала на поле боя при Фредериксбрге, но участия в сражении не принимала. Весной 1863 года полк участвовал в экспедиции к Саффолку, а в ходе Геттисбергской кампании двигался со всей дивизией Пикетта в хвосте Северовирджинской армии.
Во время сражения при Геттисберге полк был введён в дело на третий день боев, и участвовал в знаменитой атаке Пикетта. 19-й вирджинский занимал почётное центральное место в бригаде Гарнетта. В ходе атаки был ранен полковник Генри Гентт, убит ядром подполковник Джон Эллис, и командование перешло к майору Чарльзу Пейтону.